# Manšestrová tkanina
Manšestr (angl.: corduroy, něm.: Cordsamt) je útkový samet stříhaný kotoučovými noži po celé šířce zboží tak, že se ve směru osnovy vytvářejí proužky (žebra) z odstávajících konců nití.
Název je odvozen od anglického města Manchesteru, kde se podle některých historiků vyráběl koncem 18. století první stříhaný samet. V písemné formě se označení manšestr (Manchesterstoff) pro tento druh tkanin začalo používat ve 2. polovině 19. století.

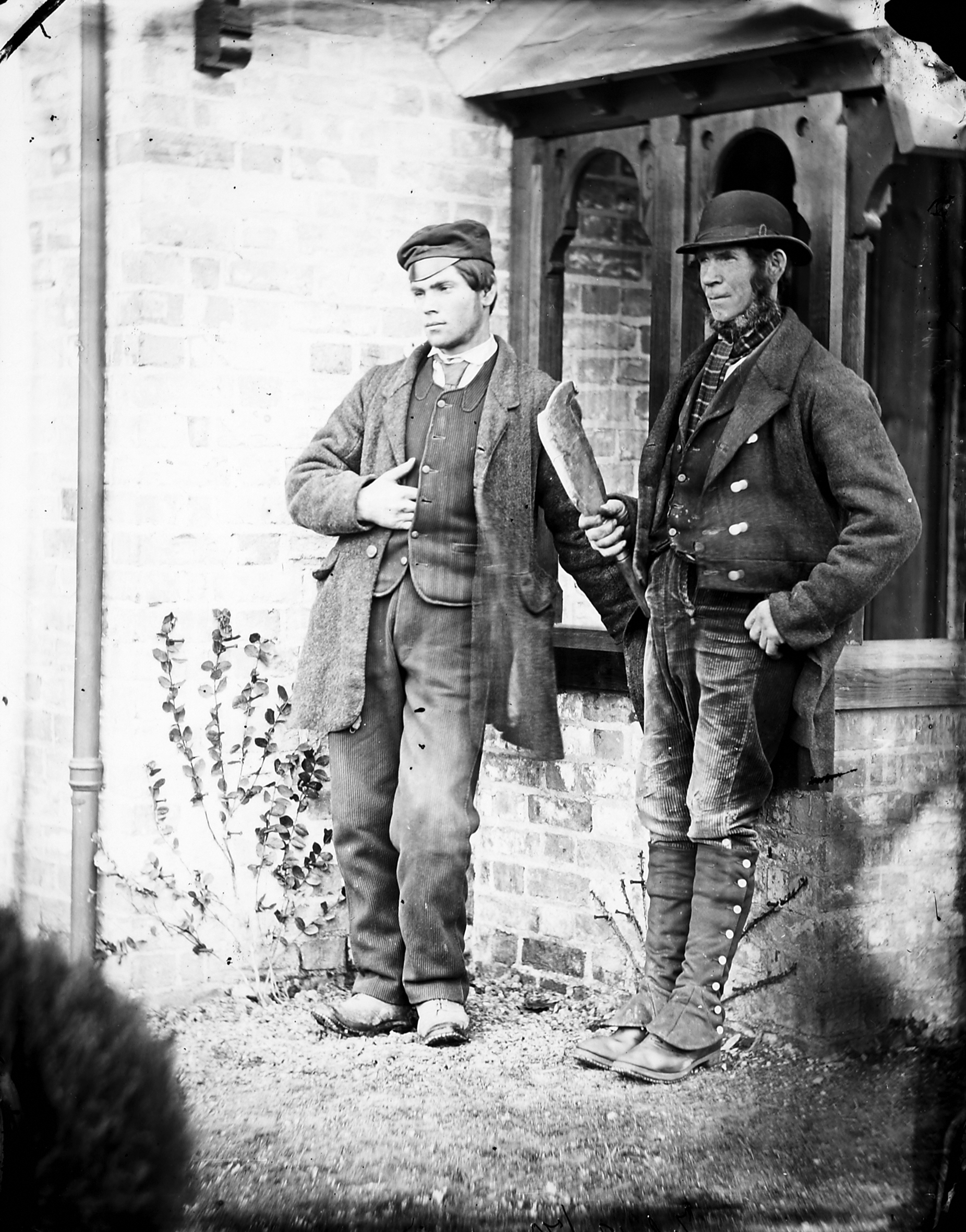
Manšestrové oděvy ze 70. let 19. století v Irsku

## Z historie manšestrových tkanin
Za kolébku manšestrové tkaniny je pokládáno egyptské město Al-Fustat, kde se měl začít vyrábět ve 2. století před n. l. ze lněné osnovy a hrubého bavlněného útku.
Tkaniny se dostaly pod názvem fustat ve 12. století do Evropy, kde se začaly asi od 14. století imitovat. Koncem 18. století se značně rozšířila výroba bavlněného fustatu (pod názvem corduroy) v okolí anglického Manchesteru jako pevná, praktická látka na všední a dělnické pracovní oděvy.
V pozdějších letech se z ní vyráběly také oděvy pro děti, sport a volný čas. Obliba a nezájem se střídaly podle krátkodobého vkusu.
Ve 2. dekádě 21. století se vyrábí naprostá většina manšestrových tkanin v Asii. Jedním z posledních výrobců v Evropě byla varnsdorfská Velveta.
Každoroční analýza světového trhu s manšestrovými tkaninami se dá zakoupit např. za 3145 USD.

## Struktura tkaniny
(znázorněna na nákresu vpravo)

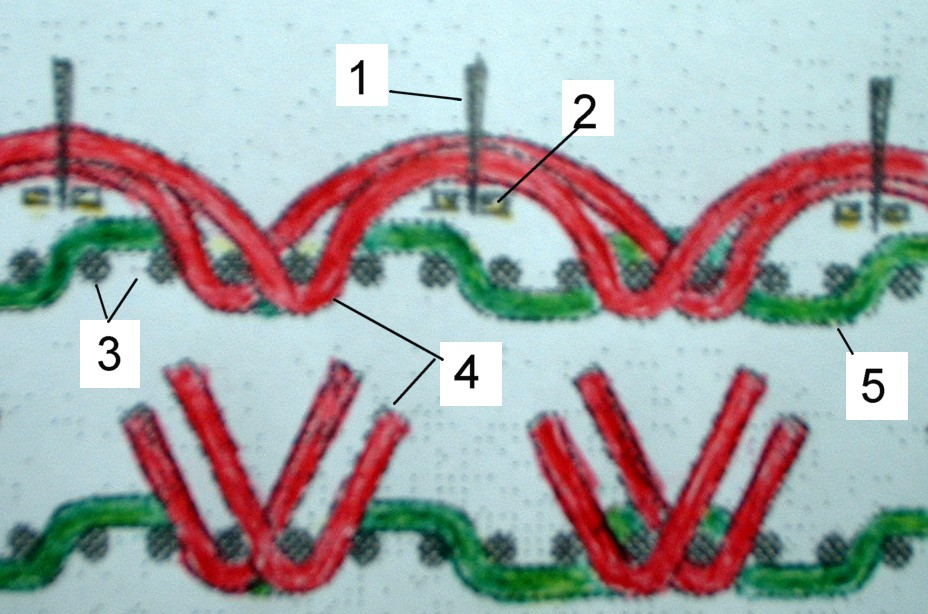
Schéma struktury manšestrové tkaniny

Tkanina sestává ze základní osnovy (3) a útku (5), do kterých se zatkává vlasový útek (4) tvořící z flotujících nití (obloučky nad základní tkaninou) podélná žebra (nebo „hadice“).
Základní tkanina je většinou vyrobena z bavlny nebo směsi PES/CO,
osnova 17-30 tex x 2, 20-30 nití na cm
útek 28-50 tex, 40-70 nití na cm
Elastické manšestry se vyrábějí s příměsí 2-5 % elastanu v osnově. Jako vlasový materiál se používá také vlněná příze.
Základní tkanina mívá u lehčích manšestrů plátnovou vazbu, těžší se tkají v osnovním kepru nebo i v atlasové vazbě. Vlasové útky (jeden nebo více najednou) se svazují se základní tkaninou způsobem závisejícím na požadovaném tvaru a hustotě vlasu v hotové tkanině.

## Zpracování tkaniny
Povrch tkaniny se zdrsňuje kartáčováním a látka se pak předkládá v plné šíři stříhacímu stroji, jehož hlavními pracovními orgány jsou rotující kotoučové nože nastavitelné s pomocí distančních kroužků na rozteč cca 2-5 mm. Nože se zařezávají do středu flotujících nití a vytváří tak v každém sloupci dvě řady odstávajících chomáčků vláken. Jemné manšestry (s více než 5 žebry / cm) procházejí stříhacím strojem dvakrát. 
Zušlechťování manšestrové tkaniny sestává z 10-15 operací, např. odšlichtování – kartáčování - opalování – bělení – barvení – sušení – kruhové a příčné kartáčování – apretura (hlazení a pod.) – sušení – příčné kartáčování – voskování

## Druhy manšestrových tkanin

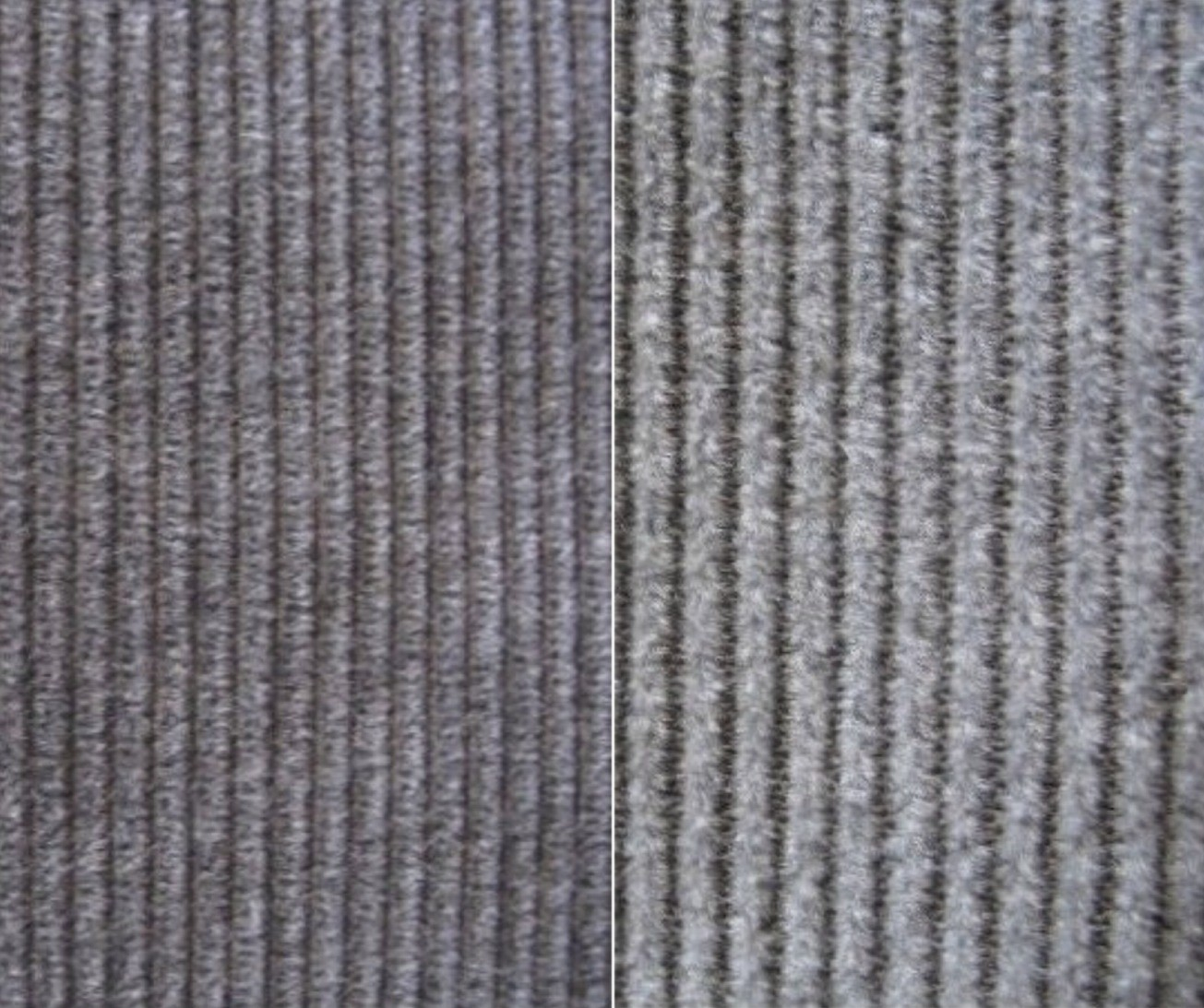
Bavlněný a vlněný manšestr

Podle šířky žebrování, délky a hustoty vlasu atd. se manšestry rozdělují pod různými názvy do několika skupin, např.
- Jehlový samet má 9-10 žeber na 10 cm, výšku vlasu pod 1 mm
- Prací kord – 5-7 žeber na cm, výška vlasu cca 1 mm, váha cca 230 g/m². Používá se např. na dětské oblečení a košile, označuje se také jako babycord nebo prací samet
- Dámský kord – 3-4 žebra na cm, vlas 1,5 mm, váha 300-350 g/m², použití: kalhoty, sukně, pláště
- Manšestr – (označení Manchester se používá např. v němčině na rozdíl od češtiny jen pro tuto skupinu stříhaných sametů) – 2,5-4 žebra na cm, vlas 1,5 mm, podíl vlasových útků k základním bývá až 3:1, váha tkaniny až 500 g/m². Použití: pracovní i módní oblečení. Označuje se také jako Genuacord (x) a (v angličtině) Corduroy.
- Široký manšestr – 2-2,5 žeber na cm, vlas 2,5 mm, váha až 550 g/m², použití: hlavně na pracovní oděvy, také pod označením Trenkercord
- Fancy-Cord - žebra v různých šířkách, s různou délkou vlasu, střídavě žebra se stříhanými nitěmi a bez střihu a pod.

Na dolejším snímku je vlevo manšestr ze směsi polyester/bavlna s 5 žebry na centimetr, vpravo je vlněný manšestr s příměsí 2 % elastanu, hustota střihu 3,8 žeber/cm.
(x) V některých lexikonech se překládá Genuacord do češtiny jako ženevský kord, název se však nevztahuje na Ženevu, ale na italský Janov.